# Sauromates IV
Sauromates IV (grec antic: Τιβέριος Ἰούλιος Σαυροματης Δ') va ser rei del Bòsfor, successor de Rescuporis IV del Bòsfor cap a l'any 275.
El seu regnat va ser segurament breu. Les seves monedes porten la data 276 i cap supera aquesta data; per això és improbable que es tracte de la mateixa persona que un Sauromates que apareix al regnat de Totorses als voltants de l'any 291. S'hauria oposat al seu germà Teiranes però finalment Teiranes s'hauria imposat i potser hi va haver un arranjament amb alguna mena d'associació de Sauromates al poder.